# Katelyn Nacon

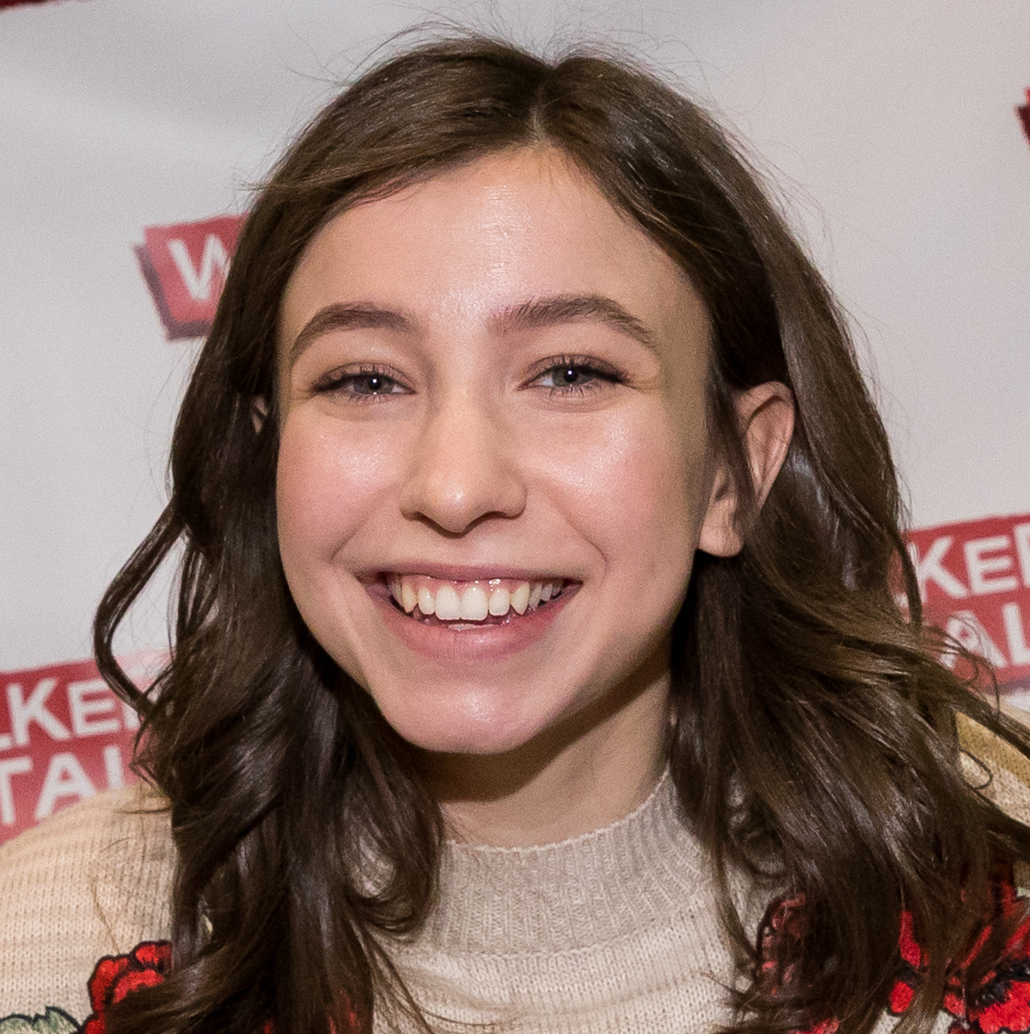
Katelyn Nacon (2018)

Katelyn Nacon (* 11. Juni 1999 in Atlanta, Georgia) ist eine US-amerikanische Schauspielerin und Singer-Songwriterin. Sie erlangte vor allem durch ihre Rolle der Enid in der US-Fernsehserie The Walking Dead internationale Bekanntheit.

## Leben und Karriere
Katelyn Nacon ist die Tochter der beiden Systemingenieure Mark und Natalie Nacon. Schon mit drei Jahren bekam sie Ballettunterricht, als Kind nahm sie bereits an mehreren lokalen Musical-Produktionen teil. Dabei spielte sie unter anderem in Stücken wie Annie, The Music Man, Joseph and the Amazing Technicolor Dreamcoat oder Hairspray mit. Ihr Interesse an der Schauspielerei stieg, als sie einen Schauspielworkshop besuchte. Schon mit dreizehn Jahren beschloss sie, Schauspielerin zu werden. In weiterer Folge besuchte sie Schauspielklassen, -camps und -workshops in der Atlanta Metropolitan Area und in Los Angeles und kam im Jahr 2013 zu ihrem ersten nennenswerten Engagement im Film- und Fernsehbereich, als sie für die christliche Produktion Loving Generously in die Nebenrolle der Megan gecastet wurde.
Im selben Jahr war sie auch im Kurzfilm The Audition, im Drama Psychology of Secrets und in Rondell Sheridans Familienfilm Second Chances zu sehen. In the Midst, ein weiterer Kurzfilm mit Nacon, wurde ebenfalls 2013 fertiggestellt. Zu ihrem Durchbruch verhalf unter anderem ein Auftritt in einer Episode von Resurrection 2014, als sie ein Mädchen spielte, das dem Hauptcharakter der Serie Jacob Langston (gespielt von Landon Gimenz) nachspionierte. In diesem Jahr hatte sie außerdem noch einen Auftritt in Adult Swims Kurzfilm Too Many Cooks, der als Fernsehspecial am 28. Oktober 2014 ausgestrahlt wurde, und vor allem auf Youtube zu einem viralen Video wurde. Der im Sommer 2014 im John D’Aquino’s Summer Camp gedrehte Film Another Assembly wurde im Jahre 2014 ebenso veröffentlicht wie der unter anderem durch eine Crowdfunding-Kampagne auf der Plattform Kickstarter finanzierte Film The Gift von Eric Liffrig oder die Produktion Divorcing Parents von Alan J. Sanders.
Zwischen 2015 und 2019 war Katelyn Nacon, deren Vater langjähriger Mitarbeiter von McKesson Provider Technologies und deren Mutter ebenso langjährige Mitarbeiterin von Lockheed Martin ist, in der Rolle von Enid in der AMC-Serie The Walking Dead zu sehen. Neben der Schauspielerei ist die aus der Kleinstadt Canton, Georgia, stammende Nacon auch als Singer-Songwriterin tätig, wobei sie ihre eigenen Erfahrungen und Erlebnisse in selbst geschriebenen Songs einbaut. Im Jahre 2015 veröffentlichte sie auch ihre erste EP mit dem Titel Love in May, mit deren Songs sie auch öffentlich, vor allem im lokalen Rahmen mit ihrer Ukulele, auftritt. Als Schauspielerin wird Nacon vor allem durch APA, Atlanta Models & Talent und das Myrna Lieberman Management in Los Angeles vertreten. Nachdem sie ihre Schulausbildung an der Woodstock High School in Woodstock, Georgia, beendet hatte, nahm sie an mehreren Schauspielcamps teil, um ihre darstellerischen Fähigkeiten zu verbessern.

## Filmografie
Filmauftritte (auch Kurzauftritte)
- 2013: Loving Generously
- 2013: The Audition (Kurzfilm)
- 2013: Psychology of Secrets
- 2013: Second Chances
- 2014: Too Many Cooks (Fernsehkurzfilm/Special)
- 2014: The Gift
- 2014: Divorcing Parents
- 2014: Another Assembly
- 2022: Linoleum – Das All und all das (Linoleum)
- 2022: Breathing Happy
- 2023: Devil’s Peak (Where All Light Tends to Go)
- 2023: Southern Gospel

Serienauftritte (auch Gast- und Kurzauftritte)
- 2014: Resurrection (1 Episode)
- 2015–2019: The Walking Dead (37 Episoden)
- 2016–2018: Du wurdest getaggt (T@gged, 35 Episoden)
- 2019: Leicht wie eine Feder (Light as a Feather, 12 Episoden)